# Râul Ier, Barcău
Râul Ier sau Râul Eriu (în limba maghiară Ér) este un curs de apă, afluent al râului Barcău. 

## Hydronimie
Numele maghiar al râului înseamnă "pârâu". Numele românesc este o preluare a acestui nume.

## Hărți
- Harta județului Satu Mare